# Cyathea beccariana
Cyathea beccariana là một loài dương xỉ trong họ Cyatheaceae. Loài này được Ces. mô tả khoa học đầu tiên năm 1876.
Danh pháp khoa học của loài này chưa được làm sáng tỏ. 